# Скулков, Дмитрий Тимофеевич
Дмитрий Тимофеевич Скулков — советский хозяйственный, государственный и политический деятель, кавалер четырёх орденов Отечественной войны.

## Биография
Родился в 1909 году в деревне Мурынцево. Член КПСС с 1932 года.
С 1921 года — на хозяйственной, общественной и политической работе. В 1921—1970 гг. — пастух в земельном обществе, работник колхоза «Новый путь», председатель Измалковского райпрофсовета, председатель Измалковского районного совета Осоавиахима, редактор райгазеты «Колхозная правда», третий секретарь Измалковского райкома ВКП(б), председатель Измалковского райисполкома, второй секретарь Краснозоренского райкома ВКП(б), участник Великой Отечественной войны, командир партизанского отряда, второй секретарь райкома партии, политрук роты, заместитель командира отдельного саперного батальона по политчасти, секретарь по кадрам Верховского РКП(б), заведующий военным отделом, заведующий сельскохозяйственным отделом Измалковского райкома партии, директор Измалковского кирпичного завода, управляющий районной конторой «Заготскототкорм», старший зоотехник совхоза «Ясенецкий».
Избирался депутатом Верховного Совета РСФСР 1-го созыва.
Умер в Измалкове в 1986 году.